# Lüchow (Lauemburgo)
Lüchow é um município da Alemanha localizado no distrito de Lauenburgo, estado da Schleswig-Holstein.
Pertence ao Amt de Sandesneben-Nusse.